# 2026年新罕布什尔州联邦参议员选举
2026年美国新罕布什尔州参议院选举将于2026年11月3日举行，选出代表新罕布什尔州的联邦参议员。现任民主党参议员珍妮·沙欣已连任三届，决定不再寻求第四次连任。
这将是自2010年以来新罕布什尔州首次进行的开放性参议院选举，也是自1990年以来该州首次没有现任参议员参与的参议院选举。

## 背景
新罕布什尔州在联邦层面上被视为略微偏向民主党，卡马拉·哈里斯在2024年总统选举中在该州领先约3个百分点。自2017年以来，该州的国会代表团完全由民主党人组成。然而，共和党掌握着州长职位、州参众两院以及行政委员会的大多数席位。
沙欣于2008年首次当选，击败了当时的现任参议员约翰·苏努努，并在2014年和2020年再次连任。

## 民主党初选

### 候选人

#### 公开表达意向
- 安妮·库斯特，曾任新罕布什尔州第二国会选区联邦众议员（2013年-2025年）（如果帕帕斯不参选）。[5]

#### 潜在候选人
- 玛吉·古德兰德，新罕布什尔州第二国会选区联邦众议员（2025年至今）[6]
- 克里斯·帕帕斯，新罕布什尔州第一国会选区联邦众议员（2019年至今）[5]
- 斯蒂芬妮·沙欣，前朴茨茅斯市议员，现任议员珍妮·沙欣的女儿[7]

#### 拒绝参选
- 珍妮·沙欣，现任联邦参议员（2009年至今）[1]

## 共和党初选

### 候选人

#### 公开表达意向
- 斯科特·布朗，曾担任美国驻新西兰和萨摩亚大使（2017年-2020年），也是前马萨诸塞州联邦参议员（2010年-2013年），并在2014年竞选该席位。[8]
- 杰克·弗兰克斯，房地产开发商[9]
- 克里斯·苏努努，前新罕布什尔州州长（2017年-2025年），也是前联邦参议员约翰·苏努努之弟。[10]

#### 潜在候选人
- 洛乌·加尔朱洛，前州众议员（1992年-1996年）[11]
- 科里·莱万多夫斯基，政治策略师，曾担任唐纳德·特朗普2016年总统竞选活动的竞选经理[11]
- 马特·莫尔斯，新罕布什尔州共和党前主席，曾在2020年和2022年两度竞选新罕布什尔州第一国会选区席位。[11]
- 斯蒂芬·斯特帕尼克，新罕布什尔州共和党前主席（2019年-2023年）和前州众议员（2014年-2016年）[11]

#### 拒绝参选
- 凯利·阿约特，新罕布什尔州州长（自2025年至今）及前联邦参议员（2011年至2017年）。[12]

### 各方背书
美国总统
- 唐纳德·特朗普，美国第45任和第47任总统（2017年-2021年，2025年至今）[13]

## 决选

### 预测
| 來源           | 評級            | 日期          |
| -------------- | --------------- | ------------- |
| 选举内幕       | 战场州          | 2025年1月17日 |
| 库克政治报告   | 偏向D（民主党） | 2025年2月11日 |
| 萨巴托的水晶球 | 偏向D（民主党） | 2025年3月12日 |

### 民调
珍妮·沙欣vs.克里斯·苏努努

| 民調來源            | 採集日期             | 樣本大小 | 誤差範圍 | 珍妮·沙欣（D） | 克里斯·苏努努（R） | 未决定 |
| ------------------- | -------------------- | -------- | -------- | -------------- | ------------------ | ------ |
| Praecones Analytica | 2025年2月26日–3月1日 | 626 (RV) | ± 4.5%   | 46%            | 54%                | –      |

珍妮·沙欣vs.弗兰克·埃德布鲁特

| 民調來源            | 採集日期             | 樣本大小 | 誤差範圍 | 珍妮·沙欣（D） | 弗兰克·埃德布鲁特（R） | 未决定 |
| ------------------- | -------------------- | -------- | -------- | -------------- | ---------------------- | ------ |
| Praecones Analytica | 2025年2月26日–3月1日 | 626 (RV) | ± 4.5%   | 59%            | 41%                    | –      |

珍妮·沙欣vs.斯科特·布朗

| 民調來源            | 採集日期             | 樣本大小 | 誤差範圍 | 珍妮·沙欣（D） | 斯科特·布朗（R） | 未决定 |
| ------------------- | -------------------- | -------- | -------- | -------------- | ---------------- | ------ |
| Praecones Analytica | 2025年2月26日–3月1日 | 626 (RV) | ± 4.5%   | 55%            | 45%              | –      |